# Baryscapus haeselbarthi
Baryscapus haeselbarthi är en stekelart som beskrevs av Miktat Doganlar 1993. Baryscapus haeselbarthi ingår i släktet Baryscapus och familjen finglanssteklar.
Artens utbredningsområde är Algeriet. Inga underarter finns listade.